# ラレース

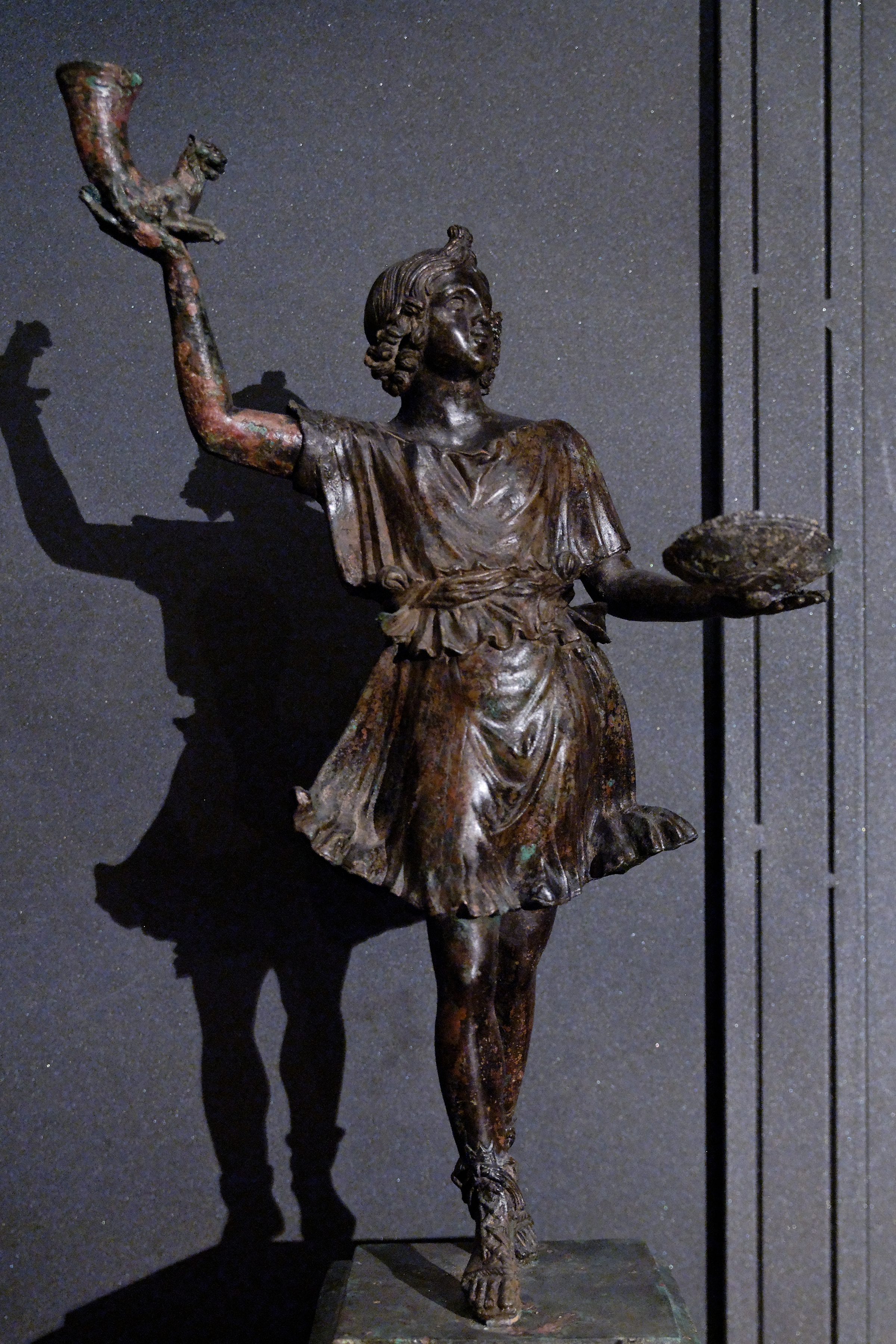
ラールのブロンズ像。紀元1世紀。ローマ カピトリーノ美術館

ラレース（Lares、古い綴りは Lases）は、古代ローマ時代の守護神的な神々（複数）である。単数形はラール（Lar）。その起源はよくわかっていない。家庭、道路、海路、境界、実り、無名の英雄の祖先などの守護神とされていた。共和政ローマの末期まで、2体の小さな彫像という形で祭られるのが一般的だった。
ラレースは、その境界内で起きたあらゆることを観察し、影響を与えると考えられていた。家庭内のラレース像は、家族が食事中はそのテーブル上に置かれた。家族の重要な場面では、ラレース像が必須となっていたと見られている。このため古代の学者らはこれを「家の守護神」に分類していた。古代ローマの作家の記述を見ると、ラレースと同様の家の守護神とされていたペナーテースを混同している場合もある。ローマ神話の主な神々に比べると守備範囲も力も小さいが、ローマの文化には深く根付いていた。アナロジーから、本国に戻るローマ人を ad Larem （ラレースに）戻ると称した。
ラレースはいくつかの公の祭りで祝福され礼拝された。中には vici （行政区）全体を守護するとされたラレースもある。また、ラレースを祭った交差点や境界線にある祠（コンピタレス; Compitales）は、宗教、社会生活、政治活動の自然な焦点となっていた。これらの文化はローマ帝国初期の宗教・社会・政治改革に取り込まれた。ラレースを家庭内に祭るという文化は変化しなかったようである。これらは少なくとも紀元4世紀まで持ちこたえた。

## ラールのイメージ
ラールは小さく若々しく活発な様子で、一見したところ男性である。踊り子のように、爪先立ちしているか、片脚で軽くバランスを取っている。片手に角杯（リュトン）を持って掲げ、乾杯か献酒をしているように見える。もう一方の手は低く構え、浅い献酒皿（パテラ）を持っている（稀にシトラと呼ばれる鉄製のワインバケットを持っていることもある）。服装は、短いチュニックに帯を締めた形で、プルータルコスによればそのチュニックは犬の毛皮でできている。ラールの像や絵画はどれもこの基本形に忠実で、若干のスタイル上の変化が見られるだけである。現存する祭壇の絵画には、同一の2体のラレースが描かれている。そのためオウィディウスのころにはラレースは双子の神々だと解釈されていたが、常にそうだったという証拠はない。

## ララリウム

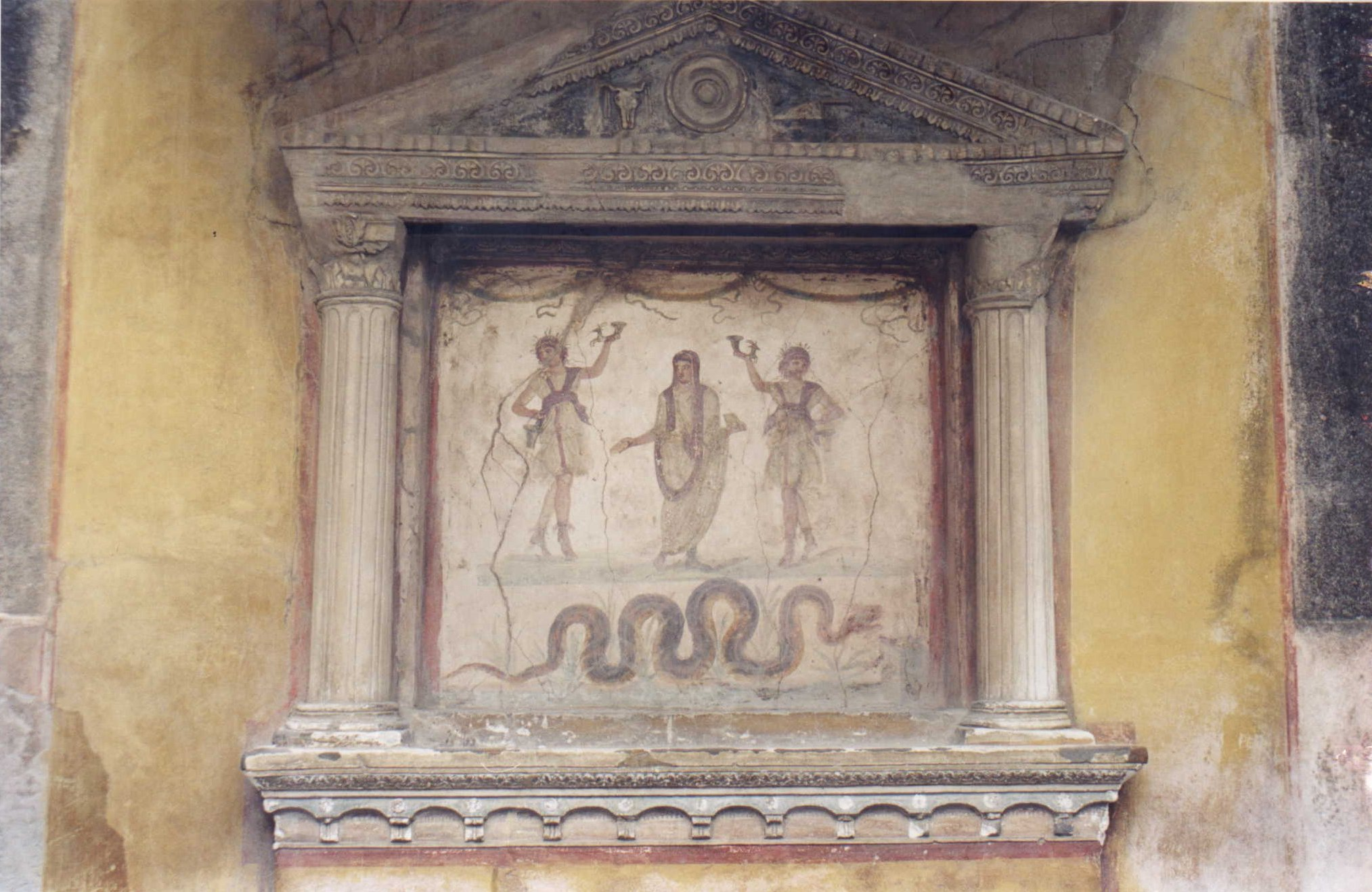
ポンペイのヴェッティの家のララリウム。先祖の守護神の両脇にラレースがいて、右は献酒皿、左は香箱を持ち、生贄を捧げる人の頭をうやうやしく覆うように角杯を掲げている。 蛇は土地の肥沃さや繁栄を意味している。上のティンパヌム（三角形の部分）にあるのは、献酒皿、雄牛の頭蓋骨、ナイフである。

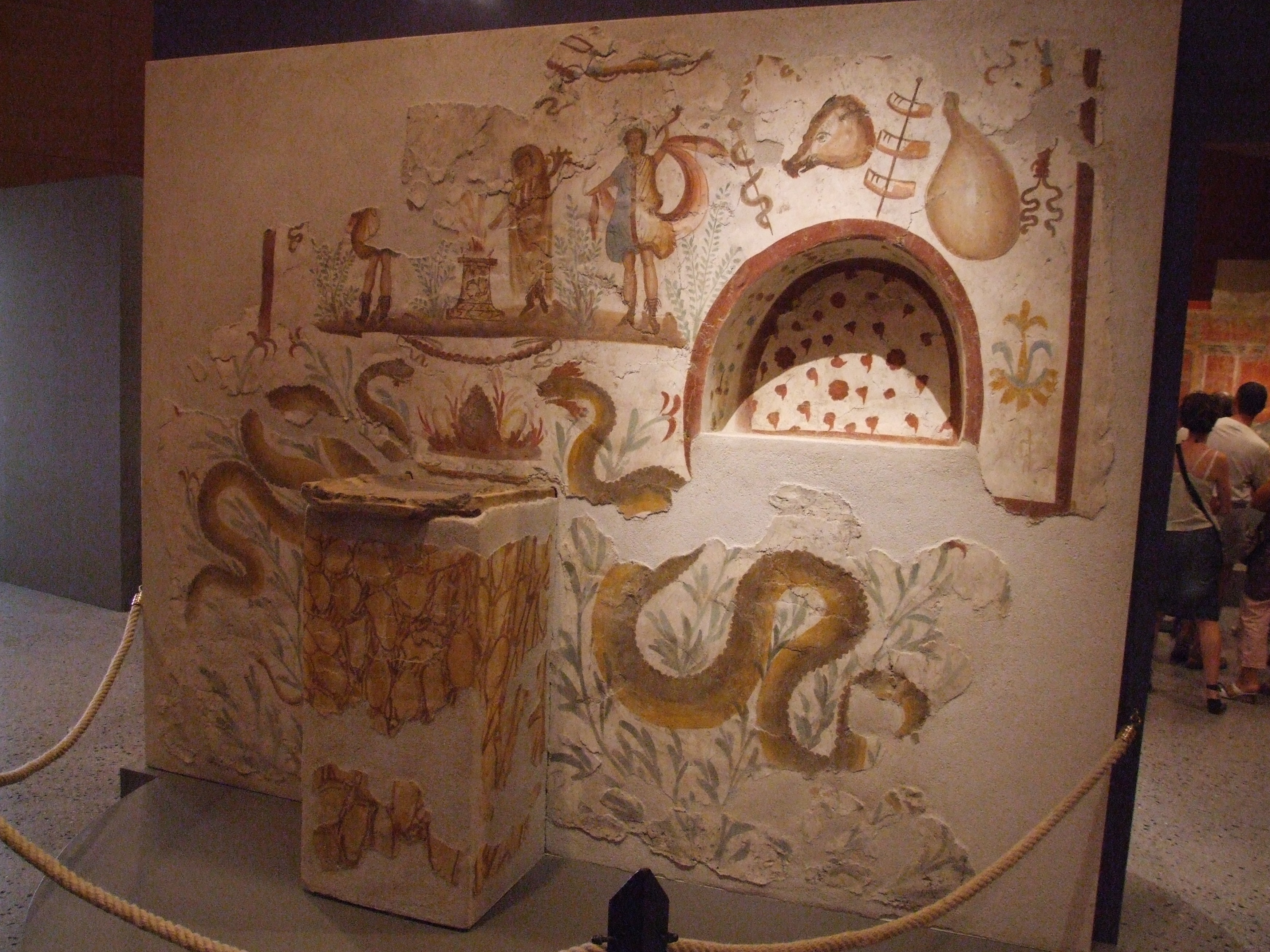
ポンペイの住居内のララリウム

ララリウム（複数形はララリア）は、家庭内の小さな祭壇で、ラレースや他の家庭の神々を祭っている。考古学上の証拠から、その家族の守護神を含めた複数の下級の神々を祭っていたことがわかっている。
ポンペイのものはほぼ最高の状態で保たれている。中でもヴェッティの家と呼ばれる建物にあるララリウムは、1.3m×2.25mの大きさで中庭（方庭）に面している。神々の絵の周囲には古代の寺院を模した石造りの枠がある。周囲の壁にも神々と神話の場面が描かれており、見るものに強烈な印象を与える。ドムス内のララリウムの位置は、ドムスの公的な部分にあるのが一般的だった。そして、客との挨拶の場に背景を提供していた。
ララリウムは住居内の様々な部屋、寝室、今では用途が不明な部屋、特に台所や店舗などにあり、そこにラレースと共にペナテースが共存していた。その多くは小さな壁龕であり、稀に壁から突き出したタイル張りのものもあった。どちらも装飾は簡素だが大事にされていた。

### 家庭内のラレースの役割
家庭内のラレースは、外に対して演劇的にディスプレイする役割も持っていたが、文献によればもっと親密な守護神的役割も持っていた。家庭内のララリウムは、家族の変化と連続性のシンボルのための神聖な保管所でもあった。少年が成人すると、ラレースにお守り（ブラ）を捧げてから成人用のトガを着用し、最初の髭は切り落としてララリウムに保管した。少女は成人して結婚する前の夜に、幼少期に遊んだ人形やボールなどをラレースに捧げた。
結婚の日、花嫁は花婿の家の神に忠誠を誓った。結婚によって主婦となる場合、夫とともにその家庭の礼拝の共同責任者となった。
プラウトゥスの喜劇 Aulularia では、吝嗇家の家長 Euclio が隠していた金の壷をラールが明らかにする。ラールは聴衆に対して Euclio の金の壷が彼の娘の持参金になると言うが、Euclio はそれを手放そうとしない。

### 捧げ物
家庭内のラレースへの正式な捧げ物としては、穀物、蜂蜜、ブドウなどの果物、ワイン、香料などがある。ラレースに捧げ物をする時期は決まっていない。正式な捧げ物のほかに、その家で行った宴会中に床に落ちた食べ物はすべてラレースへの捧げ物とされた。祭りや重要な機会には、豚を生贄とした。

## ラレースとコンピタリア
行政区の境界にあたる交差点（コンピタ）にはコンピタレス（Compitales）という祠があり、いくつかの神々が祭られていた。他にも土地の境界線に祠が置かれていた。タキトゥスは、ローマの建国神話でロームルスが定めたとされる最重要の境界線であるポメリウム上にあるラレースの祠（sacellum Larum）を数えている。ausipicia urbana （都市の保護）はポメリウムで定義された聖域内でのみ正しくなされ、その境界線上にラレースの祠があることで、ラレースが場所と境界の守護神という性格を持つことが確認できる。これらのラレースはアウグルの間違い（vitium）からローマを守っていた。
辻の祠には、公的な神も私的な神も祭ることがあった。祠はラールが自由に通りぬけられるよう4方向に開かれていた。共和政時代には、そのような祠が祭りや競技の中心となっていた。紀元前66年、そのような競技が騒々しいということで禁止された。共和政末期には、コンピタリアの祭りと祠の意味が変質していった。元老院はコンピタリアを管轄する各地の共同体活動を禁止しようとしたが、アウグストゥスはそれを洗練させて再編成した。その後（紀元前7年以降）、コンピタリア（ラレースの祭）は帝国の文化の一部へと変質した。ラレースの祭りは Lares Augusti として5月1日にのみ開催されるようになり、新たに Genius Augusti の祝いが8月1日に開催されるようになった。これについてアウグストゥスが公のラレースとして彼自身のラレースを祭らせたという説もあるが、疑わしい。もともと「アウグストゥス」は称号であり、augusti はそのままの意味（威厳ある）で解釈できる。しかし、プリンケプスとしてのアウグストゥスとラレースに共通の敬称を使って関係付けたことは間違いない。しかしコンピタリアそのものは共和政時代と同じであり、スポンサー個人とその業績だけを祝福するものではなく、古代からの共同体の慣習を呼び起こした。

## ラレースの両親
「ラレースの母（Mater Larum）は Arval Bretheren の記録やごく少数のローマ人の記述によると、死の女神マーニア(Mania)またはラールンダ（Larunda。ララ (Lara)、ムータ(Muta)、タキタ(Tacita)とも）とされている。
ウァロ（紀元前116年 - 紀元前27年）は、ラレースはサビーニー人の神で、その母はマーニア(Mania)だと信じていた。その名は後のローマ人作家が「悪霊」の意味で使った。紀元2世紀末、Festus は子守が子供を怖がらせるのにその名を使っていたと記している。Macrobius （395年 - 423年）は、羊毛でできた人形（maniae）がコンピタリアに吊るされていたことをそれと関連付けている。Macrobius はこれを、かつて同じ祭りで人間が生贄に捧げられていたことの代替で、その習慣を初代執政官のルキウス・ユニウス・ブルトゥスが禁じたと記している。
Arval Brethren は、デア・ディーアの神殿でラレースの母（cena matri Larum）に聖なる食事を供した。彼らは粥を入れた神聖な日干しの陶製壷の上で祈りの言葉を暗唱し、神殿の入り口から斜面の下に向かって壷を投げた。これは地中の神々へ食事を捧げる作法である。
ラレースの母に関する神話で現存しているのは、オウィディウスが記したものだけである。『祭暦』の中で、ララはおしゃべりなニュンペーだったが、ユーピテルの秘密の恋のことをしゃべったために舌を切られたと記している。ララはこのためにムータ（Muta、無口）になり、日のあたる世界から追放され、地下の死の世界（ad Manes）に住むようになった。この世界を沈黙の世界（タキタ、Tacita）とも呼ぶ。彼女をそこに導いたのがメルクリウスで、その道中でメルクリウスによって妊娠させられた。オウィディウスの詩では彼女が産んだのは双子の男の子で、母親と同様に無口だった。
ラレースとその母を古代エトルリアの神々とする説もある。これは、エトルリア人のローマ王が Lars と称されていて、「王」や「君主」といった意味だったことに由来するとされる。ギリシアの著作家はラレースをヒーローまたはダイモーン（神と人間の中間的存在）と翻訳した。また、プラウトゥスは、メナンドロスが heroon （小神殿）としているところを Lar Familiaris と翻訳している。このラールは自らを秘宝の守護神だと明かしている。